# Ellen Sprunger
Pour les articles homonymes, voir Sprunger.
Ellen Sprunger, née le 5 août 1986 à Nyon, est une athlète suisse spécialiste de l'heptathlon. Multiple championne suisse dans diverses disciplines, elle détient notamment le record suisse du 4 × 100 m. 

## Biographie
Ellen Sprunger a grandi dans le petit village de Gingins, dans le canton de Vaud. Elle commence l’athlétisme à l’âge de 10 ans et choisit rapidement l’heptathlon pour la variété des disciplines que propose cette compétition.[réf. nécessaire]
Multiple championne suisse dans diverses disciplines, Ellen Sprunger a notamment participé aux Jeux olympiques de Londres en 2012 ainsi qu’aux championnats du monde de Moscou en 2013. Elle était également finaliste lors des championnats d’Europe d’Helsinki en 2012.
Parallèlement à ses activités sportives, elle poursuit actuellement des études en sciences du sport à l’université de Lausanne. 
Le 17 juillet 2016, dans une course où sa sœur Lea Sprunger bat le record de Suisse en 22 s 38, Ellen améliore son record personnel du 200 m à 22 s 89.
Elle met un terme à sa carrière sportive le 24 août 2017, à l'issue du Weltklasse Zurich.

## Vie privée
Elle a 2 sœurs et 1 frère. Sa sœur cadette, Lea Sprunger, est spécialiste du 400 m haies. Son autre sœur cadette se prénomme Nadia. Son frère Ralph est joueur de football.
Elle est la cousine de la cavalière Janika Sprunger, du joueur de foot Michel Sprunger et joueur de hockey sur glace Julien Sprunger.

## Palmarès
| Date | Compétition                         | Lieu           | Résultat | Épreuve    | Points    |
| ---- | ----------------------------------- | -------------- | -------- | ---------- | --------- |
| 2004 | Championnats du monde juniors       | Grosseto       | 12e      | Heptathlon | 5 309 pts |
| 2012 | Mehrkampf-Meeting                   | Ratingen       | 3e       | Heptathlon | 5 989 pts |
| 2012 | Championnats d'Europe               | Helsinki       | 6e       | 4 × 100 m  | 43 s 61   |
| 2012 | Jeux olympiques                     | Londres        | 17e      | Heptathlon | 6 107 pts |
| 2013 | Championnats du monde               | Moscou         | 13e      | Heptathlon | 6 081 pts |
| 2014 | Championnats d'Europe               | Zürich         | finale   | 4 x 100 m  | DNF       |
| 2014 | Championnats d'Europe               | Zürich         | 13e      | Heptathlon | 6 082 pts |
| 2016 | Championnats d'Europe               | Amsterdam      | 4e       | 4 x 100 m  | 43 s 00   |
| 2016 | Jeux olympiques                     | Rio de Janeiro | séries   | 4 x 100 m  | 43 s 15   |
| 2017 | Coupe d'Europe d'épreuves combinées | Tallinn        | 4e       | Heptathlon | 5 813 pts |

## Records
| Épreuve           | Performance         | Lieu      | Date            |
| ----------------- | ------------------- | --------- | --------------- |
| 100 mètres haies  | 13 s 35 (+ 2,0 m/s) | Londres   | 3 août 2012     |
| Saut en hauteur   | 1,73 m              | Zürich    | 14 août 2014    |
| Lancer du poids   | 13,42 m             | Zürich    | 14 août 2014    |
| 200 mètres        | 22 s 89 (+ 0,4 m/s) | Genève    | 17 juillet 2016 |
| Saut en longueur  | 6,24 m (0,0 m/s)    | Tallinn   | 2 juillet 2017  |
| Lancer du javelot | 46,83 m             | Landquart | 20 mai 2012     |
| 800 mètres        | 2 min 12 s 93       | Zürich    | 15 août 2014    |
| Heptathlon        | 6 124 pts           | Landquart | 20 mai 2012     |

| Épreuve          | Performance   | Lieu       | Date            |
| ---------------- | ------------- | ---------- | --------------- |
| 60 mètres haies  | 8 s 32        | Göteborg   | 1 mars 2013     |
| Saut en hauteur  | 1,78 m        | Saint-Gall | 19 février 2012 |
| Lancer du poids  | 12,89 m       | Macolin    | 16 février 2013 |
| Saut en longueur | 5,95 m        | Saint-Gall | 15 février 2009 |
| 800 mètres       | 2 min 16 s 15 | Macolin    | 5 février 2011  |
| Pentathlon       | 4 322 pts     | Saint-Gall | 19 février 2012 |